# Song Zhenzong
Song Zhenzong (宋真宗), född 968, död 1022, var den tredje kejsaren under den kinesiska Songdynastin (960-1279) och regerade 997-1022. Hans personliga namn var Zhao Heng (赵恒). Kejsar Zhenzong tillträdde efter att hans far, kejsar Taizong, avlidit 997.
Taizong avlider år 1022 och efterträds av sin son, kejsare Renzong. Kejsare Taizong begravdes liksom de flesta kejsare under Norra Song i Gongyi i Henan.